# Faiz Al-Rushaidi
Faiyz Issa Khadoom Al-Rashidi, noto semplicemente come Faiz Al-Rushaidi (in arabo فايز عيسى خدوم الرشيدي‎?; Rustaq, 19 luglio 1988), è un calciatore omanita, portiere del Mes Rafsanjan e della nazionale omanita.

## Carriera

### Club
Si riporta a tabella Carriera.

### Nazionale
Con la nazionale omanita ha preso parte alla Coppa d'Asia 2019 ed alla Coppa d'Asia 2023.

## Statistiche

### Cronologia presenze in nazionale
| Cronologia completa delle presenze e delle reti in nazionale ― Oman | Cronologia completa delle presenze e delle reti in nazionale ― Oman | Cronologia completa delle presenze e delle reti in nazionale ― Oman | Cronologia completa delle presenze e delle reti in nazionale ― Oman | Cronologia completa delle presenze e delle reti in nazionale ― Oman | Cronologia completa delle presenze e delle reti in nazionale ― Oman | Cronologia completa delle presenze e delle reti in nazionale ― Oman | Cronologia completa delle presenze e delle reti in nazionale ― Oman |
| Data                                                                | Città                                                               | In casa                                                             | Risultato                                                           | Ospiti                                                              | Competizione                                                        | Reti                                                                | Note                                                                |
| ------------------------------------------------------------------- | ------------------------------------------------------------------- | ------------------------------------------------------------------- | ------------------------------------------------------------------- | ------------------------------------------------------------------- | ------------------------------------------------------------------- | ------------------------------------------------------------------- | ------------------------------------------------------------------- |
| 09-01-2019                                                          | Sharjah                                                             | Uzbekistan                                                          | 2 – 1                                                               | Oman                                                                | Coppa d'Asia 2019 - 1º turno                                        | -2                                                                  |                                                                     |
| 13-1-2019                                                           | Abu Dhabi                                                           | Oman                                                                | 0 – 1                                                               | Giappone                                                            | Coppa d'Asia 2019 - 1º turno                                        | -1                                                                  |                                                                     |
| 17-1-2019                                                           | Abu Dhabi                                                           | Oman                                                                | 3 – 1                                                               | Turkmenistan                                                        | Coppa d'Asia 2019 - 1º turno                                        | -3                                                                  |                                                                     |
| 20-1-2019                                                           | Abu Dhabi                                                           | Iran                                                                | 2 – 0                                                               | Oman                                                                | Coppa d'Asia 2019 - Ottavi di finale                                | -2                                                                  |                                                                     |
| 20-3-2021                                                           | Dubai                                                               | Oman                                                                | 0 – 0                                                               | Giordania                                                           | Amichevole                                                          | -                                                                   | Cap.                                                                |
| 7-6-2021                                                            | Doha                                                                | Oman                                                                | 0 – 1                                                               | Qatar                                                               | Qual. Mondiali 2022                                                 | -1                                                                  | Cap.                                                                |
| Totale                                                              |                                                                     | Presenze                                                            | 6                                                                   |                                                                     | Reti                                                                | -9                                                                  |                                                                     |